# Cada
Cada (ros. Цада) – wieś w Dagestanie, w Rejonie Chunzachskim. W 2021 roku liczyła 174 mieszkańców.

## Geografia
Cada jest położona na Płaskowyżu Chunzachskim, w środkowej części Rejonu Chunzachskiego, półtora kilometra na północ od wsi Chunzach.

## Urodzeni w Cadzie
• Gamzat Cadasa – dagestański poeta ludowy, dramaturg i eseista;
• Rasuł Gamzatow – dagestański poeta, pisarz, publicysta i tłumacz.